# 岩尾和昌
岩尾和昌（日语：岩尾 和昌）是Game Freak的遊戲製作人與遊戲程式設計師，主要負責開發寶可夢系列。
他於2008年進入Game Freak，自《寶可夢 黑／白》起便開始從事系列遊戲的開發工作，並擔任《寶可夢 究極之日 / 究極之月》和《寶可夢傳說 阿爾宙斯》的總監。

## 作品
- 寶可夢 黑 / 白（2010）— 地圖設計、參數設計
- 寶可夢 黑2 / 白2（2012）— 遊戲設計
- 寶可夢 X / Y（2013）— 地圖設計總監
- 寶可夢 終極紅寶石 / 始源藍寶石（2014）— 地圖設計、系統設計總監
- 寶可夢 太陽／月亮（2016）— 系統設計、概念策畫
- 寶可夢 究極之日 / 究極之月（2017）— 總監
- 寶可夢_劍／盾 (2019) — 企划总监
- 寶可夢傳說 阿爾宙斯（2022）— 總監